# Bachia pyburni
Bachia pyburni (бахія Піберна) — вид ящірок родини гімнофтальмових (Gymnophthalmidae). Мешкає в Південній Америці. Вид названий на честь американського герпетолога Вільяма Франка Піберна.

## Поширення і екологія
Бахії Піберна відомі з кількох місцевостей, розташованих в колумбійському департаменті Ваупес та у венесуельському штаті Амасонас. Вони живуть у вологих рівнинних тропічних лісах, на висоті від 140 до 160 м над рівнем моря. Ведуть риючий спосіб життя.